# 蕭九成 (乾隆進士)
蕭九成（?—?），山東省沂州府日照縣人，清朝政治人物、同進士出身。
乾隆三十七年（1772年），登進士，改庶吉士。乾隆四十年，授翰林院檢討。乾隆四十四年，任廣西鄉試正考官	。乾隆五十一年，任貴州鄉試正考官。乾隆五十四年，任雲南學政。